# 박보무
박보무(朴普茂, 1938년 ~ 2015년 4월 27일)는 제23대 광주지방법원장을 역임한 법조인이다.

## 생애
1951년 광주광역시에서 태어난 박보무는 남성고등학교와 서울대학교 법학과를 졸업하고 제13회 고등고시 사법과에 합격하여 대전지방법원, 광주고등법원, 서울고등법원 등에서 부장판사에 재직하고 서울지방법원 동부지원장과 광주지방법원 법원장을 역임하였다.
신한국당 선거대책위원회 의장 비서실장에 임명된 황우여의 후임으로 김영삼 대통령에 의해 1996년 3월 8일에 감사원 감사위원에 임명되었다.

## 주요 판결
- 대전지방법원 서산지원 판사에 재직하던 1973년 8월 25일에 아버지가 상을 당해 굴건 제복을 착용하여 가정의례에 관한 법률위반으로 위반한 피고인에게 벌금 3500원을 선고했다. 법률이 발효된 이후 최초의 유죄 선고다.[2]
- 광주고등법원 민사2부 재판장으로 재직하던 1989년 2월 17일에 시위 도중에 최루탄을 맞아 시력을 거의 상실한 25세의 강진군 동중 교사와 그 가족들이 국가를 상대로 제기한 손해배상 청구소송에서 "559만 3280원을 지급하라"고 했다.[3]
- 광주고등법원 특별부 재판장으로 재직하던 1990년 5월 1일에 단과대 학생회장에 당선되어 재단 퇴진 등 학내외 시위를 주도하여 폭력행위 등 처벌에 관한 법률위반과 업무방해죄 등으로 벌금 50만원을 선고받은 원고가 광주지방병무청을 상대로 의무사관후보생 제적 처분 무효 소송에서 "원고가 학내외 시위 등으로 법원에서 유죄판결을 받은 이상 이것이 장교 임용을 위한 결격사유에 해당하는지 여부는 병무청장의 자유 재량에 속한다"고 하면서 "병무청이 원고에 대해 '장교 임용을 위한 기본요건인 사상이 건전하고 소행이 단정한 자에 결격하다'며 현역병 입영 통보를 한 것은 적법하다"며 원고패소 판결했다.[4] 6월 9일에 전주시를 상대로 건물 철거 대집행 계고처분 집행정지 신청에 대해 "이유있다"고 하면서 "판결선고까지 집행을 정지한다"고 했다.[5]